# ثورولد
ثورولد (به انگلیسی: Thorold) یک منطقهٔ مسکونی در کانادا است که در Regional Municipality of Niagara واقع شده‌است. ثورولد ۱۸٬۸۰۱ نفر جمعیت دارد و ۱۶۲ متر بالاتر از سطح دریا واقع شده‌است.